# Monastère Notre-Dame de Val Paradis
Le monastère Notre-Dame de Val Paradis est un ancien monastère augustin du XIIIe siècle, protégé des monuments historiques, situé sur la commune d'Espagnac-Sainte-Eulalie, dans le département français du Lot.

## Historique

### Première fondation
En 1155, le moine Bertrand de Civray, originaire de Civray, dans le Poitou, connu également sous le nom de Bertrand de Griffeuille, ou Griffeuil, nom qu'il a pris de la forêt d'Agrifolia dans laquelle il s'était retiré, a fondé un oratoire nommé Ispaniacus (Espagnac), sur les rives du Celer (Célé), près de l'église de Berencgas (Brengues), à Espagnac-Sainte-Eulalie, sur les terres concédées par le vicomte de Calviniaco (Calvignac). Il avait fondé en 1145 dans le lieu désertique nommé Rameria, sur les terres cédée par Hugues de la Roche, seigneur de Malleville, un prieuré placé sous l’invocation de Notre-Dame, le prieuré Notre-Dame de Laramière.
Avant sa mort, probablement en 1169, Bertrand de Griffeuille souhaitant vivre en ermite dans un lieu écarté et sauvage, l'oratoire d'Estorrotz qu'il avait construit probablement dans le Cantal, a donné l’ensemble de ses fondations aux chanoines augustins de l’abbaye Notre-Dame de La Couronne près d'Angoulême.

### Deuxième fondation
Une deuxième fondation est faite en 1210 par Ademar, abbé de l'abbaye Notre-Dame de La Couronne. Dame Élisabeth est la première prieure du prieuré d'une communauté de chanoinesses de Saint-Augustin. La prieure d'Espagnac doit être élue puis présentée au prieur de l'abbaye de La Couronne par les seigneurs d'Hébrard de Saint-Sulpice pour être confirmée.

### Troisième fondation

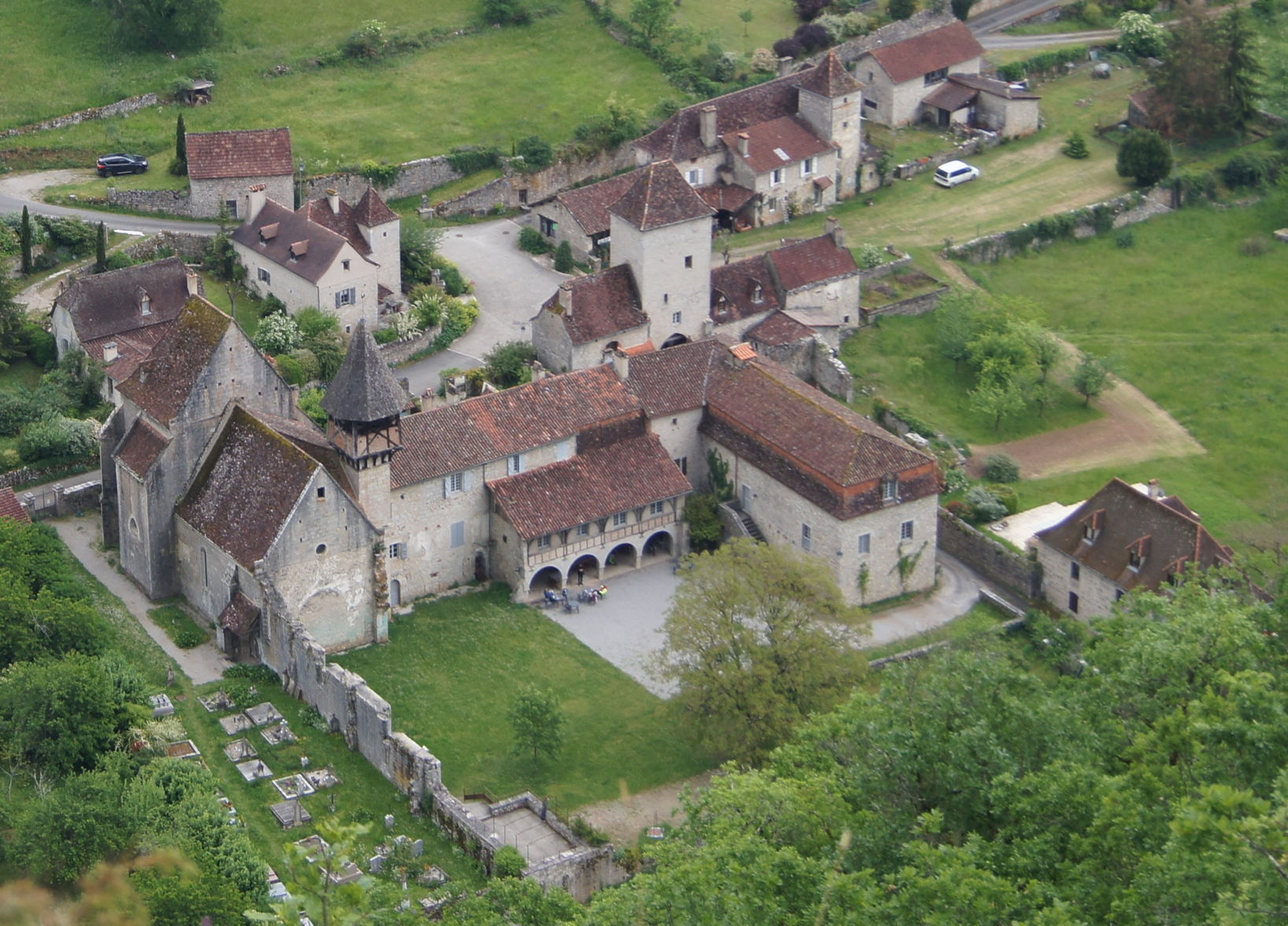
Prieuré d'Espagnac-Sainte-Eulalie vu du sommet de la falaise

Aymeric Hébrard de Saint-Sulpice, évêque de Coïmbra, prend sous sa protection le monastère et le fait reconstruire. 
La reconstruction de l'église Saint-Augustin est achevée vers 1289. Le tombeau d'Aymeric Hébrard de Saint-Sulpice a été érigé avant 1295. La nef actuelle est contemporaine du  tombeau de l'évêque. 
Le chevet actuel est le résultat d'une reconstruction. Elle est datée à partir de l'identification des armoiries représentées sur une clef de voûte et sur l'écu du gisant d'un chevalier. Edmond Albe donnait ces armoiries aux Calvignac.  Louis d'Alauzier y reconnaissait les armes des Cardaillac-Brengues et le gisant d'Hugues, chevalier, écuyer du pape Jean XXII en 1316-1317, marié à Bernarde de Trian, nièce du pape. Il rendit hommage en 1321 à l'évêque de Cahors pour la terre de Calvignac. Il est décédé en 1342. On peut remarquer que le tombeau de Gaillard de Cardaillac, grand archidiacre de la cathédrale de Rodez, mort en 1359, porte les mêmes armoiries, sans le lion. À partir de cette hypothèse, on peut dater la reconstruction du chevet des années 1320-1340.
Les deux chapelles latérales ont été réalisées dans la première moitié du XIVe siècle.
La moitié occidentale a été laissée en ruines lors de la restauration des bâtiments au XVIIe siècle. L'église a alors été réduite au chevet et à une travée et demie de la nef. La nef en comportait quatre ou cinq à sa construction.

### Protection
Le monastère a été inscrit au titre des monuments historiques le 5 octobre 1925.